# Xã Catharine, Quận Blair, Pennsylvania
Xã Catharine (tiếng Anh: Catharine Township) là một xã thuộc quận Blair, tiểu bang Pennsylvania, Hoa Kỳ. Năm 2010, dân số của xã này là 724 người.